# Acraea kinduana
Acraea kinduana is een vlinder uit de familie van de Nymphalidae. De wetenschappelijke naam van de soort is voor het eerst gepubliceerd in 1979 door door Jacques Pierre.
De soort komt voor in Congo-Kinshasa en Rwanda.